# 1816
Portal Geschichte | Portal Biografien | Aktuelle Ereignisse | Jahreskalender | Tagesartikel

◄ |
18. Jahrhundert |
19. Jahrhundert
| 20. Jahrhundert | ►

◄ |
1780er |
1790er |
1800er |
1810er
| 1820er | 1830er | 1840er | ►

◄◄ |
◄ |
1812 |
1813 |
1814 |
1815 |
1816
| 1817 | 1818 | 1819 | 1820 | ► | ►►
Staatsoberhäupter  · Nekrolog   · Musikjahr
| Januar | Januar | Januar | Januar | Januar | Januar | Januar | Januar |
| Kw     | Mo     | Di     | Mi     | Do     | Fr     | Sa     | So     |
| ------ | ------ | ------ | ------ | ------ | ------ | ------ | ------ |
| 1      | 1      | 2      | 3      | 4      | 5      | 6      | 7      |
| 2      | 8      | 9      | 10     | 11     | 12     | 13     | 14     |
| 3      | 15     | 16     | 17     | 18     | 19     | 20     | 21     |
| 4      | 22     | 23     | 24     | 25     | 26     | 27     | 28     |
| 5      | 29     | 30     | 31     |        |        |        |        |

| Februar | Februar | Februar | Februar | Februar | Februar | Februar | Februar |
| Kw      | Mo      | Di      | Mi      | Do      | Fr      | Sa      | So      |
| ------- | ------- | ------- | ------- | ------- | ------- | ------- | ------- |
| 5       |         |         |         | 1       | 2       | 3       | 4       |
| 6       | 5       | 6       | 7       | 8       | 9       | 10      | 11      |
| 7       | 12      | 13      | 14      | 15      | 16      | 17      | 18      |
| 8       | 19      | 20      | 21      | 22      | 23      | 24      | 25      |
| 9       | 26      | 27      | 28      | 29      |         |         |         |

| März | März | März | März | März | März | März | März |
| Kw   | Mo   | Di   | Mi   | Do   | Fr   | Sa   | So   |
| ---- | ---- | ---- | ---- | ---- | ---- | ---- | ---- |
| 9    |      |      |      |      | 1    | 2    | 3    |
| 10   | 4    | 5    | 6    | 7    | 8    | 9    | 10   |
| 11   | 11   | 12   | 13   | 14   | 15   | 16   | 17   |
| 12   | 18   | 19   | 20   | 21   | 22   | 23   | 24   |
| 13   | 25   | 26   | 27   | 28   | 29   | 30   | 31   |

| April | April | April | April | April | April | April | April |
| Kw    | Mo    | Di    | Mi    | Do    | Fr    | Sa    | So    |
| ----- | ----- | ----- | ----- | ----- | ----- | ----- | ----- |
| 14    | 1     | 2     | 3     | 4     | 5     | 6     | 7     |
| 15    | 8     | 9     | 10    | 11    | 12    | 13    | 14    |
| 16    | 15    | 16    | 17    | 18    | 19    | 20    | 21    |
| 17    | 22    | 23    | 24    | 25    | 26    | 27    | 28    |
| 18    | 29    | 30    |       |       |       |       |       |

| Mai | Mai | Mai | Mai | Mai | Mai | Mai | Mai |
| Kw  | Mo  | Di  | Mi  | Do  | Fr  | Sa  | So  |
| --- | --- | --- | --- | --- | --- | --- | --- |
| 18  |     |     | 1   | 2   | 3   | 4   | 5   |
| 19  | 6   | 7   | 8   | 9   | 10  | 11  | 12  |
| 20  | 13  | 14  | 15  | 16  | 17  | 18  | 19  |
| 21  | 20  | 21  | 22  | 23  | 24  | 25  | 26  |
| 22  | 27  | 28  | 29  | 30  | 31  |     |     |

| Juni | Juni | Juni | Juni | Juni | Juni | Juni | Juni |
| Kw   | Mo   | Di   | Mi   | Do   | Fr   | Sa   | So   |
| ---- | ---- | ---- | ---- | ---- | ---- | ---- | ---- |
| 22   |      |      |      |      |      | 1    | 2    |
| 23   | 3    | 4    | 5    | 6    | 7    | 8    | 9    |
| 24   | 10   | 11   | 12   | 13   | 14   | 15   | 16   |
| 25   | 17   | 18   | 19   | 20   | 21   | 22   | 23   |
| 26   | 24   | 25   | 26   | 27   | 28   | 29   | 30   |

| Juli | Juli | Juli | Juli | Juli | Juli | Juli | Juli |
| Kw   | Mo   | Di   | Mi   | Do   | Fr   | Sa   | So   |
| ---- | ---- | ---- | ---- | ---- | ---- | ---- | ---- |
| 27   | 1    | 2    | 3    | 4    | 5    | 6    | 7    |
| 28   | 8    | 9    | 10   | 11   | 12   | 13   | 14   |
| 29   | 15   | 16   | 17   | 18   | 19   | 20   | 21   |
| 30   | 22   | 23   | 24   | 25   | 26   | 27   | 28   |
| 31   | 29   | 30   | 31   |      |      |      |      |

| August | August | August | August | August | August | August | August |
| Kw     | Mo     | Di     | Mi     | Do     | Fr     | Sa     | So     |
| ------ | ------ | ------ | ------ | ------ | ------ | ------ | ------ |
| 31     |        |        |        | 1      | 2      | 3      | 4      |
| 32     | 5      | 6      | 7      | 8      | 9      | 10     | 11     |
| 33     | 12     | 13     | 14     | 15     | 16     | 17     | 18     |
| 34     | 19     | 20     | 21     | 22     | 23     | 24     | 25     |
| 35     | 26     | 27     | 28     | 29     | 30     | 31     |        |

| September | September | September | September | September | September | September | September |
| Kw        | Mo        | Di        | Mi        | Do        | Fr        | Sa        | So        |
| --------- | --------- | --------- | --------- | --------- | --------- | --------- | --------- |
| 35        |           |           |           |           |           |           | 1         |
| 36        | 2         | 3         | 4         | 5         | 6         | 7         | 8         |
| 37        | 9         | 10        | 11        | 12        | 13        | 14        | 15        |
| 38        | 16        | 17        | 18        | 19        | 20        | 21        | 22        |
| 39        | 23        | 24        | 25        | 26        | 27        | 28        | 29        |
| 40        | 30        |           |           |           |           |           |           |

| Oktober | Oktober | Oktober | Oktober | Oktober | Oktober | Oktober | Oktober |
| Kw      | Mo      | Di      | Mi      | Do      | Fr      | Sa      | So      |
| ------- | ------- | ------- | ------- | ------- | ------- | ------- | ------- |
| 40      |         | 1       | 2       | 3       | 4       | 5       | 6       |
| 41      | 7       | 8       | 9       | 10      | 11      | 12      | 13      |
| 42      | 14      | 15      | 16      | 17      | 18      | 19      | 20      |
| 43      | 21      | 22      | 23      | 24      | 25      | 26      | 27      |
| 44      | 28      | 29      | 30      | 31      |         |         |         |

| November | November | November | November | November | November | November | November |
| Kw       | Mo       | Di       | Mi       | Do       | Fr       | Sa       | So       |
| -------- | -------- | -------- | -------- | -------- | -------- | -------- | -------- |
| 44       |          |          |          |          | 1        | 2        | 3        |
| 45       | 4        | 5        | 6        | 7        | 8        | 9        | 10       |
| 46       | 11       | 12       | 13       | 14       | 15       | 16       | 17       |
| 47       | 18       | 19       | 20       | 21       | 22       | 23       | 24       |
| 48       | 25       | 26       | 27       | 28       | 29       | 30       |          |

| Dezember | Dezember | Dezember | Dezember | Dezember | Dezember | Dezember | Dezember |
| Kw       | Mo       | Di       | Mi       | Do       | Fr       | Sa       | So       |
| -------- | -------- | -------- | -------- | -------- | -------- | -------- | -------- |
| 48       |          |          |          |          |          |          | 1        |
| 49       | 2        | 3        | 4        | 5        | 6        | 7        | 8        |
| 50       | 9        | 10       | 11       | 12       | 13       | 14       | 15       |
| 51       | 16       | 17       | 18       | 19       | 20       | 21       | 22       |
| 52       | 23       | 24       | 25       | 26       | 27       | 28       | 29       |
| 1        | 30       | 31       |          |          |          |          |          |

| Januar | Januar | Januar | Januar | Januar | Januar | Januar | Januar |
| Kw     | Mo     | Di     | Mi     | Do     | Fr     | Sa     | So     |
| ------ | ------ | ------ | ------ | ------ | ------ | ------ | ------ |
| 1      | 1      | 2      | 3      | 4      | 5      | 6      | 7      |
| 2      | 8      | 9      | 10     | 11     | 12     | 13     | 14     |
| 3      | 15     | 16     | 17     | 18     | 19     | 20     | 21     |
| 4      | 22     | 23     | 24     | 25     | 26     | 27     | 28     |
| 5      | 29     | 30     | 31     |        |        |        |        |

| Februar | Februar | Februar | Februar | Februar | Februar | Februar | Februar |
| Kw      | Mo      | Di      | Mi      | Do      | Fr      | Sa      | So      |
| ------- | ------- | ------- | ------- | ------- | ------- | ------- | ------- |
| 5       |         |         |         | 1       | 2       | 3       | 4       |
| 6       | 5       | 6       | 7       | 8       | 9       | 10      | 11      |
| 7       | 12      | 13      | 14      | 15      | 16      | 17      | 18      |
| 8       | 19      | 20      | 21      | 22      | 23      | 24      | 25      |
| 9       | 26      | 27      | 28      | 29      |         |         |         |

| März | März | März | März | März | März | März | März |
| Kw   | Mo   | Di   | Mi   | Do   | Fr   | Sa   | So   |
| ---- | ---- | ---- | ---- | ---- | ---- | ---- | ---- |
| 9    |      |      |      |      | 1    | 2    | 3    |
| 10   | 4    | 5    | 6    | 7    | 8    | 9    | 10   |
| 11   | 11   | 12   | 13   | 14   | 15   | 16   | 17   |
| 12   | 18   | 19   | 20   | 21   | 22   | 23   | 24   |
| 13   | 25   | 26   | 27   | 28   | 29   | 30   | 31   |

| April | April | April | April | April | April | April | April |
| Kw    | Mo    | Di    | Mi    | Do    | Fr    | Sa    | So    |
| ----- | ----- | ----- | ----- | ----- | ----- | ----- | ----- |
| 14    | 1     | 2     | 3     | 4     | 5     | 6     | 7     |
| 15    | 8     | 9     | 10    | 11    | 12    | 13    | 14    |
| 16    | 15    | 16    | 17    | 18    | 19    | 20    | 21    |
| 17    | 22    | 23    | 24    | 25    | 26    | 27    | 28    |
| 18    | 29    | 30    |       |       |       |       |       |

| Mai | Mai | Mai | Mai | Mai | Mai | Mai | Mai |
| Kw  | Mo  | Di  | Mi  | Do  | Fr  | Sa  | So  |
| --- | --- | --- | --- | --- | --- | --- | --- |
| 18  |     |     | 1   | 2   | 3   | 4   | 5   |
| 19  | 6   | 7   | 8   | 9   | 10  | 11  | 12  |
| 20  | 13  | 14  | 15  | 16  | 17  | 18  | 19  |
| 21  | 20  | 21  | 22  | 23  | 24  | 25  | 26  |
| 22  | 27  | 28  | 29  | 30  | 31  |     |     |

| Juni | Juni | Juni | Juni | Juni | Juni | Juni | Juni |
| Kw   | Mo   | Di   | Mi   | Do   | Fr   | Sa   | So   |
| ---- | ---- | ---- | ---- | ---- | ---- | ---- | ---- |
| 22   |      |      |      |      |      | 1    | 2    |
| 23   | 3    | 4    | 5    | 6    | 7    | 8    | 9    |
| 24   | 10   | 11   | 12   | 13   | 14   | 15   | 16   |
| 25   | 17   | 18   | 19   | 20   | 21   | 22   | 23   |
| 26   | 24   | 25   | 26   | 27   | 28   | 29   | 30   |

| Juli | Juli | Juli | Juli | Juli | Juli | Juli | Juli |
| Kw   | Mo   | Di   | Mi   | Do   | Fr   | Sa   | So   |
| ---- | ---- | ---- | ---- | ---- | ---- | ---- | ---- |
| 27   | 1    | 2    | 3    | 4    | 5    | 6    | 7    |
| 28   | 8    | 9    | 10   | 11   | 12   | 13   | 14   |
| 29   | 15   | 16   | 17   | 18   | 19   | 20   | 21   |
| 30   | 22   | 23   | 24   | 25   | 26   | 27   | 28   |
| 31   | 29   | 30   | 31   |      |      |      |      |

| August | August | August | August | August | August | August | August |
| Kw     | Mo     | Di     | Mi     | Do     | Fr     | Sa     | So     |
| ------ | ------ | ------ | ------ | ------ | ------ | ------ | ------ |
| 31     |        |        |        | 1      | 2      | 3      | 4      |
| 32     | 5      | 6      | 7      | 8      | 9      | 10     | 11     |
| 33     | 12     | 13     | 14     | 15     | 16     | 17     | 18     |
| 34     | 19     | 20     | 21     | 22     | 23     | 24     | 25     |
| 35     | 26     | 27     | 28     | 29     | 30     | 31     |        |

| September | September | September | September | September | September | September | September |
| Kw        | Mo        | Di        | Mi        | Do        | Fr        | Sa        | So        |
| --------- | --------- | --------- | --------- | --------- | --------- | --------- | --------- |
| 35        |           |           |           |           |           |           | 1         |
| 36        | 2         | 3         | 4         | 5         | 6         | 7         | 8         |
| 37        | 9         | 10        | 11        | 12        | 13        | 14        | 15        |
| 38        | 16        | 17        | 18        | 19        | 20        | 21        | 22        |
| 39        | 23        | 24        | 25        | 26        | 27        | 28        | 29        |
| 40        | 30        |           |           |           |           |           |           |

| Oktober | Oktober | Oktober | Oktober | Oktober | Oktober | Oktober | Oktober |
| Kw      | Mo      | Di      | Mi      | Do      | Fr      | Sa      | So      |
| ------- | ------- | ------- | ------- | ------- | ------- | ------- | ------- |
| 40      |         | 1       | 2       | 3       | 4       | 5       | 6       |
| 41      | 7       | 8       | 9       | 10      | 11      | 12      | 13      |
| 42      | 14      | 15      | 16      | 17      | 18      | 19      | 20      |
| 43      | 21      | 22      | 23      | 24      | 25      | 26      | 27      |
| 44      | 28      | 29      | 30      | 31      |         |         |         |

| November | November | November | November | November | November | November | November |
| Kw       | Mo       | Di       | Mi       | Do       | Fr       | Sa       | So       |
| -------- | -------- | -------- | -------- | -------- | -------- | -------- | -------- |
| 44       |          |          |          |          | 1        | 2        | 3        |
| 45       | 4        | 5        | 6        | 7        | 8        | 9        | 10       |
| 46       | 11       | 12       | 13       | 14       | 15       | 16       | 17       |
| 47       | 18       | 19       | 20       | 21       | 22       | 23       | 24       |
| 48       | 25       | 26       | 27       | 28       | 29       | 30       |          |

| Dezember | Dezember | Dezember | Dezember | Dezember | Dezember | Dezember | Dezember |
| Kw       | Mo       | Di       | Mi       | Do       | Fr       | Sa       | So       |
| -------- | -------- | -------- | -------- | -------- | -------- | -------- | -------- |
| 48       |          |          |          |          |          |          | 1        |
| 49       | 2        | 3        | 4        | 5        | 6        | 7        | 8        |
| 50       | 9        | 10       | 11       | 12       | 13       | 14       | 15       |
| 51       | 16       | 17       | 18       | 19       | 20       | 21       | 22       |
| 52       | 23       | 24       | 25       | 26       | 27       | 28       | 29       |
| 1        | 30       | 31       |          |          |          |          |          |

## Ereignisse

### Politik und Weltgeschehen

#### Frankreich
- 12. Januar: In Frankreich wird eine Generalamnestie für Teilnehmer an der Französischen Revolution verkündet.

#### Deutscher Bund
- 14. April: Durch den Vertrag von München werden die durch die Umsetzung der Regelungen des Wiener Kongresses aufgetretenen Spannungen zwischen dem Königreich Bayern und dem Kaisertum Österreich aufgelöst. Österreich erhält die im Frieden von Schönbrunn verlorenen Gebiete gegen anderweitigen Ausgleich zurück, Berchtesgaden bleibt bayerisch.
- 05. Mai: Das Großherzogtum Sachsen-Weimar-Eisenach erhält eine Verfassung.
- 18. Oktober: Die Konstitutionsergänzungsakte, fünfzig Jahre lang Verfassung der Freien Stadt Frankfurt, wird in einer Bürgerversammlung am Römerberg feierlich beschworen.
- 06. November: Auf Basis der während des Wiener Kongresses beschlossenen Bundesakte tritt im Palais Thurn und Taxis in Frankfurt am Main erstmals der Bundestag als Gesandtenkongress der Mitgliedsstaaten des Deutschen Bundes zusammen.

#### Portugal/Brasilien
- 20. Februar: Nach dem Tode Maria I. wird ihr Sohn Johann VI., der bereits als Prinzregent die Regierung führte, neuer König von Brasilien und Portugal. Er wird in Rio de Janeiro gekrönt.

#### Lateinamerika

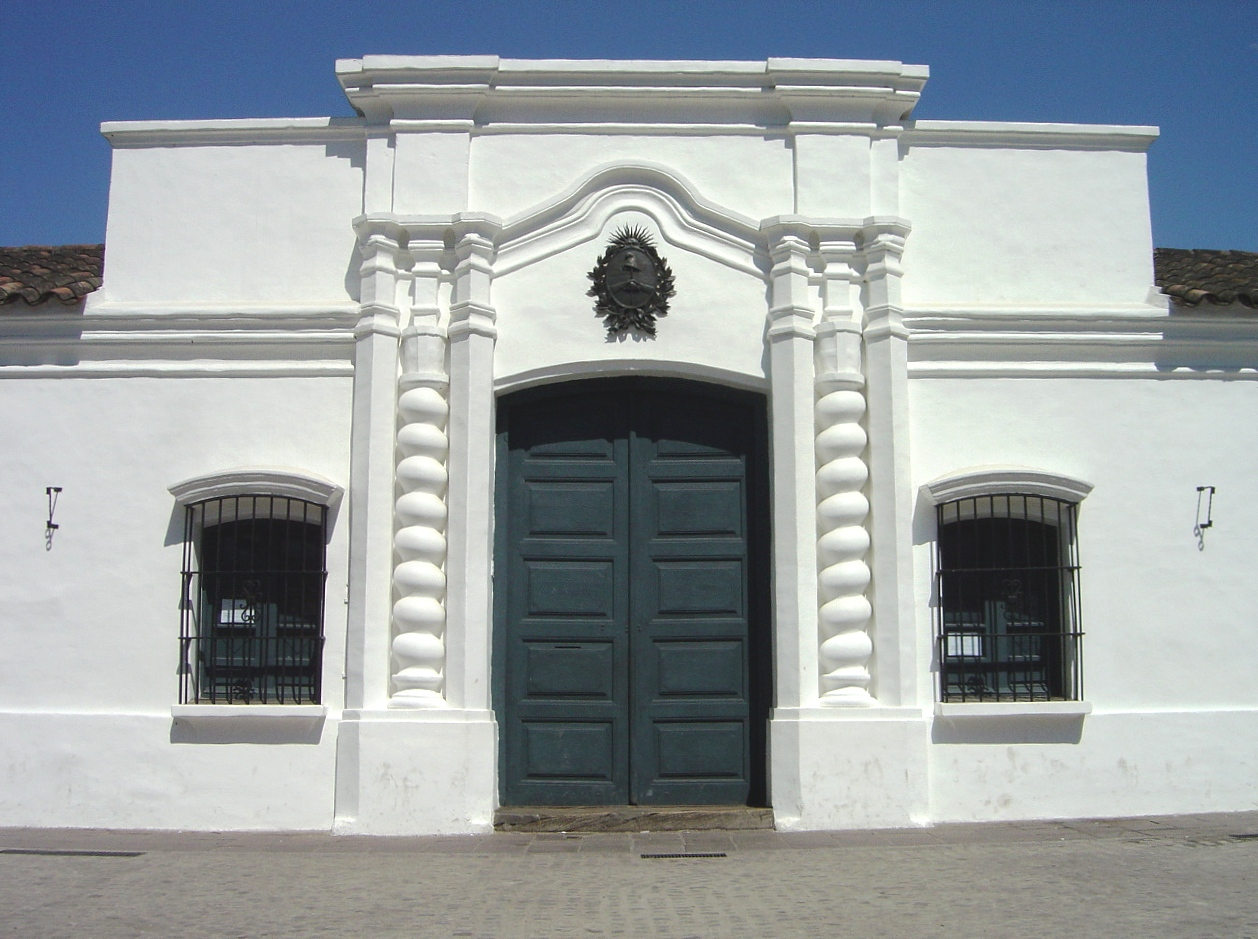
Der Tagungsort, das Haus der Unabhängigkeit in San Miguel de Tucumán

- 24. März: Vertreter aller argentinischer Provinzen finden sich zum Kongress von Tucumán ein, der in der Folge die Unabhängigkeit Argentiniens herbeiführt.
- 09. Juli: Argentinien erklärt die Unabhängigkeit von der spanischen Krone.
- 13. September: Republikanische Einheiten im Mexikanischen Unabhängigkeitskrieg besetzen die Stadt Galveston und setzen den französischen Piraten Louis Michel Aury als Gouverneur ein.

#### Vereinigte Staaten von Amerika

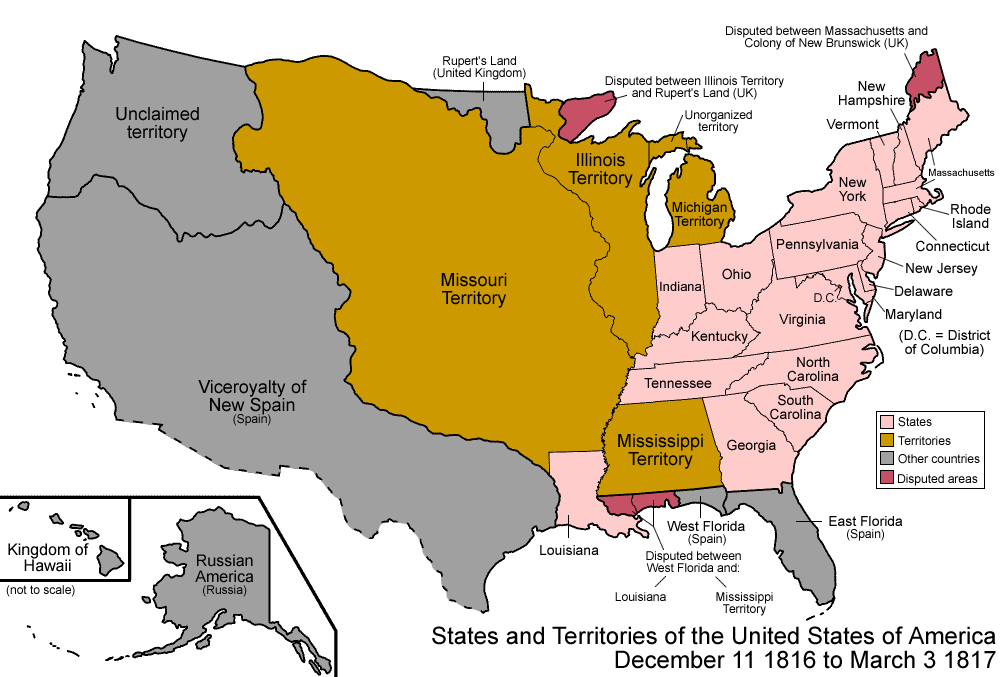
Vereinigte Staaten 1816

- 11. Dezember: Das Indiana-Territorium wird unter dem Namen Indiana als 19. Bundesstaat in die Vereinigten Staaten aufgenommen. Erster Gouverneur des neuen Staates wird Jonathan Jennings, der die Wahl gegen den bisherigen Territorialgouverneur Thomas Posey gewonnen hat.
- 21. Dezember: Die American Colonization Society wird gegründet.

#### Asien
- Der osmanisch-saudische Krieg endet mit der Zerschlagung des ersten saudischen Staates.

#### Afrika
- 27. August: Die Stadt Algier wird von See her bombardiert (Bombardierung Algiers). Eine britische Flotte von 19 Kriegsschiffen unter dem Kommando von Edward Pellew und 11 niederländischen Fregatten unter dem Befehl von Admiral Theodorus Frederik van Capellen zerstören die Stadt und ihre Befestigungen sowie die Flotte des Deys Omar. Die Strafaktion führt zur Freilassung gefangener christlicher Sklaven und der Rückzahlung bereits entrichteter Lösegelder für ehemalige Sklaven durch den Herrscher über die Korsaren von Algier.

### Wirtschaft

#### Österreichische Notenbank
- 01. Juni: Die Oesterreichische Nationalbank wird als Aktiengesellschaft gegründet. Die Nationalbank besitzt von nun an das Monopol für die Emission von Banknoten, was nach dem Staatsbankrott von 1811 zu einer Beruhigung im österreichischen Geldwesen und zu einem Anstieg des Papiergeldwertes führt. Die Wirtschaft hat nun wieder eine solide Geldquelle, die unabhängig von den Ausgabeplänen des Staates den Geldwert konstant hält.

#### Verkehr

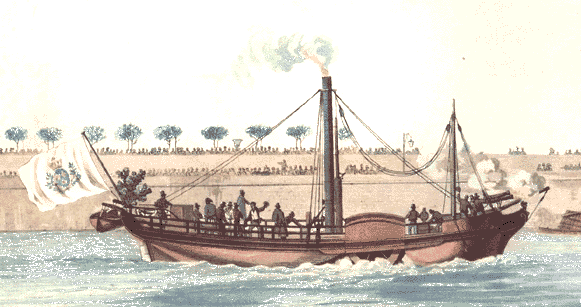
Dampfschiff Èlise

- 17. März: Das erste Dampfschiff überquert den Ärmelkanal. Die Élise fährt von Newhaven nach Le Havre, wo sie zum Passagierverkehr in Frankreich dienen soll.

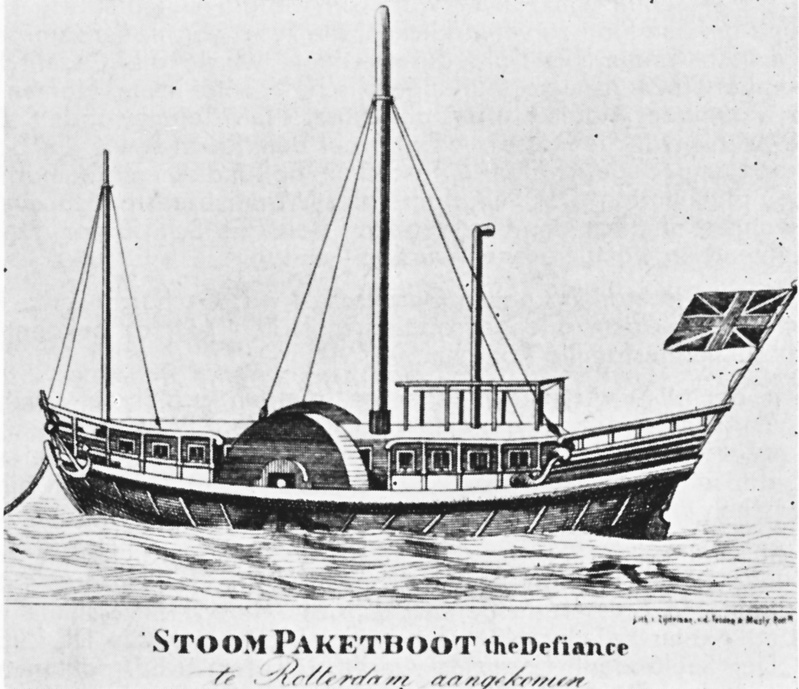
The Defiance

- 12. Juni: In der deutschen Geschichte der Binnenschifffahrt befährt das erste Dampfschiff den Rhein. Von London kommend tuckert der britische Schaufelraddampfer The Defiance flussaufwärts bis Köln.

#### Weitere wirtschaftliche Ereignisse
- 03. Januar: Die preußische Regierung verbietet das weitere Erscheinen des in Koblenz von Joseph Görres herausgegebenen Rheinischen Merkurs.

### Wissenschaft und Technik

#### Rurik-Expedition

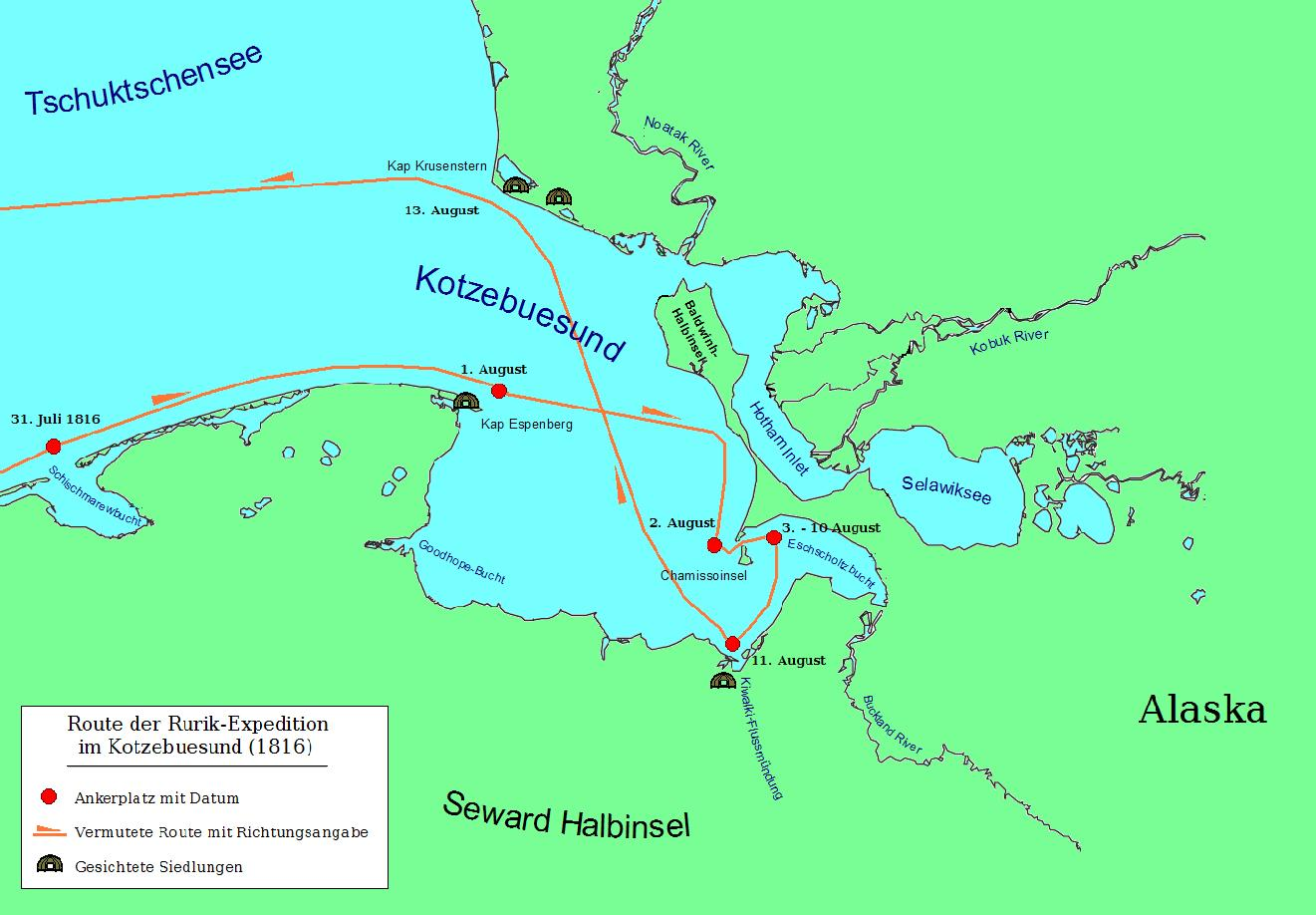
Route der Rurik-Expedition im Kotzebuesund

- 07. September Die Rurik-Expedition läuft im Hafen von Unalaska, einer Insel der Aleuten ein.

#### Lehre und Forschung
- 23. September: Die Warschauer Naturwissenschaftliche Universität wird ins Leben gerufen.
- 19. November: Die Universität Warschau wird auf Initiative von Stanisław Kostka Potocki und Stanisław Staszic gegründet.

#### Technische Errungenschaften
- 09. Mai: Der Franzose Joseph Nicéphore Nièpce verwendet eine Camera obscura, um Bilder auf Chlorsilberpapier zu bannen. Er kann die Aufnahmen aber noch nicht fixieren.

Die Weser

- 30. Dezember: Die Weser, das erste von einem deutschen Schiffbauer gebaute Dampfschiff, hat ihren Stapellauf.
- Die neue außerhalb der Stadt gelegene Sternwarte Göttingen wird 13 Jahre nach Baubeginn fertiggestellt.
- Der schottische Geistliche Robert Stirling entwickelt den Stirlingmotor, nach der Dampfmaschine die zweitälteste Wärmekraftmaschine.
- Das Stethoskop wird von René Laënnec in Frankreich erfunden.

#### Sonstiges
- 01. August: Der erste Band der enzyklopädischen Zeitschrift Isis erscheint. Die von Lorenz Oken herausgegebene und von Friedrich Arnold Brockhaus verlegte Isis ist die erste fachübergreifende Zeitschrift im deutschsprachigen Raum.

### Kultur

#### Bildende Kunst
- Das Kunstmuseum Städelsches Kunstinstitut und Städtische Galerie in Frankfurt am Main wird gegründet.

#### Musik und Theater

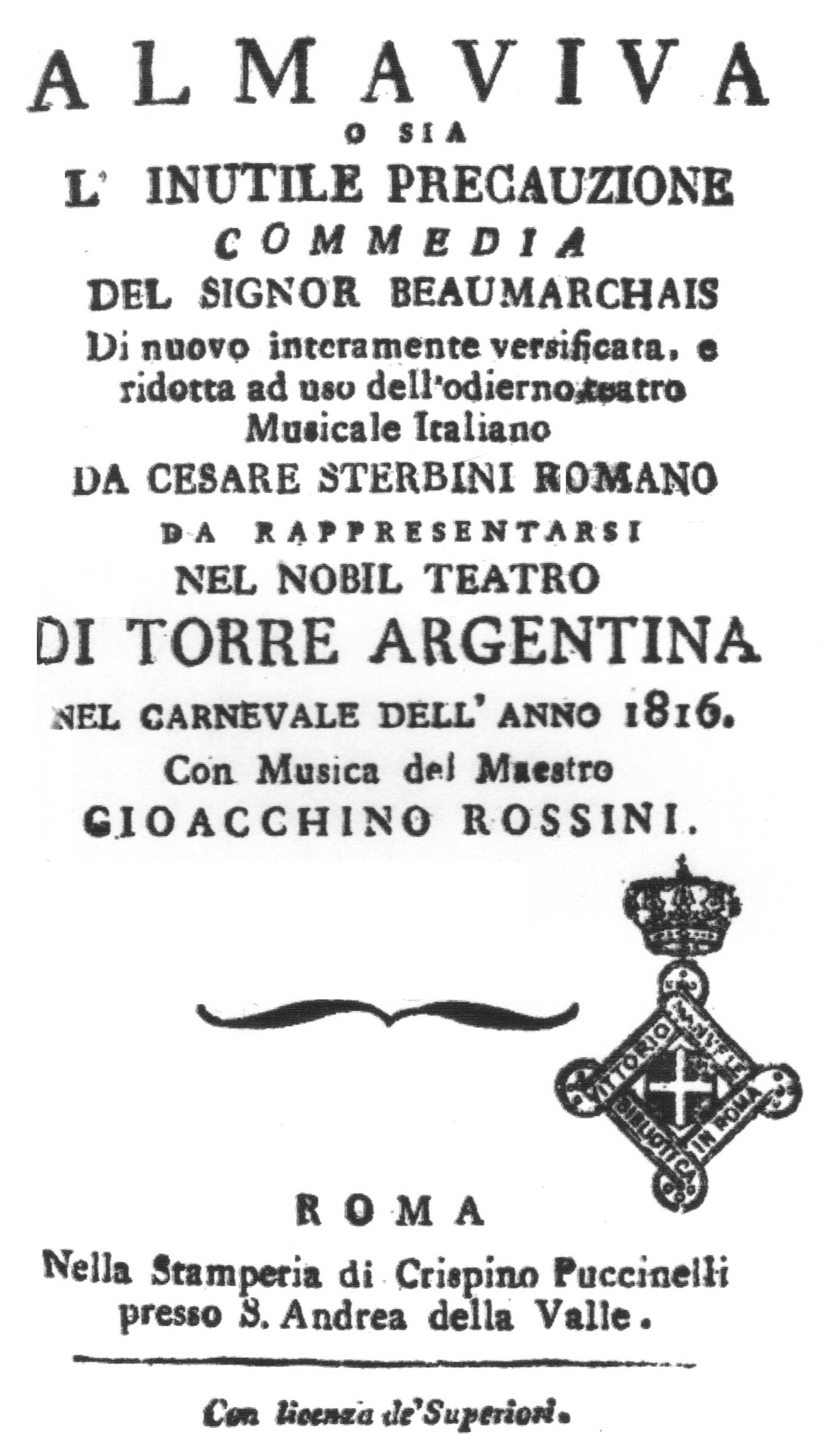
Frontispiz des Librettos

- 20. Februar: Im Teatro Argentina in Rom wird unter dem Namen Almaviva o sia L'inutile precauzione die Oper Der Barbier von Sevilla von Gioachino Rossini unter der Leitung des Komponisten uraufgeführt. Die Oper mit dem Libretto von Cesare Sterbini nach dem Schauspiel Le Barbier de Seville von Pierre Augustin Caron de Beaumarchais fällt beim Publikum durch. Erst die zweite Aufführung wird ein großer Erfolg.
- 16. Juni: Die Uraufführung der Operette Hans Max Giesbrecht von der Humpenburg oder Die neue Ritterzeit von Peter Joseph von Lindpaintner findet in München statt.
- 03. August: Am Staatstheater am Gendarmenmarkt in Berlin findet die Uraufführung der Oper Undine von E. T. A. Hoffmann statt. Friedrich de la Motte Fouqué schrieb das Libretto nach seiner eigenen gleichnamiger Erzählung. Das Bühnenbild stammt von Karl Friedrich Schinkel.
- 01. September: In Prag wird Louis Spohrs romantische Oper Faust uraufgeführt. Das Libretto von Joseph Carl Bernard nimmt die Legende von Faust auf. Es ist nicht durch Goethes Faust beeinflusst, dessen erster Teil im Jahr 1808 erschienen ist. Stattdessen bezieht es sich im Wesentlichen auf ein Bühnenstück und Gedicht von Friedrich Maximilian Klinger und Heinrich von Kleist.

### Gesellschaft
- 21. Februar: Der niederländische Kronprinz Wilhelm heiratet in Sankt Petersburg die Großfürstin Anna Pawlowna, eine Tochter des bereits gestorbenen Zaren Paul I. und seiner Frau Sophie Dorothee von Württemberg.
- 02. Mai: Leopold von Sachsen-Coburg geht mit Charlotte Augusta von Wales die Ehe ein.

### Religion
- 25. Januar: Eugen von Mazenod gründet die Missionare der Provence, die späteren Oblatenmissionare.
- 11. Mai: In New York City gründen Vertreter verschiedener Bibelgesellschaften die American Bible Society zum Vertrieb der Heiligen Schrift.

### Katastrophen

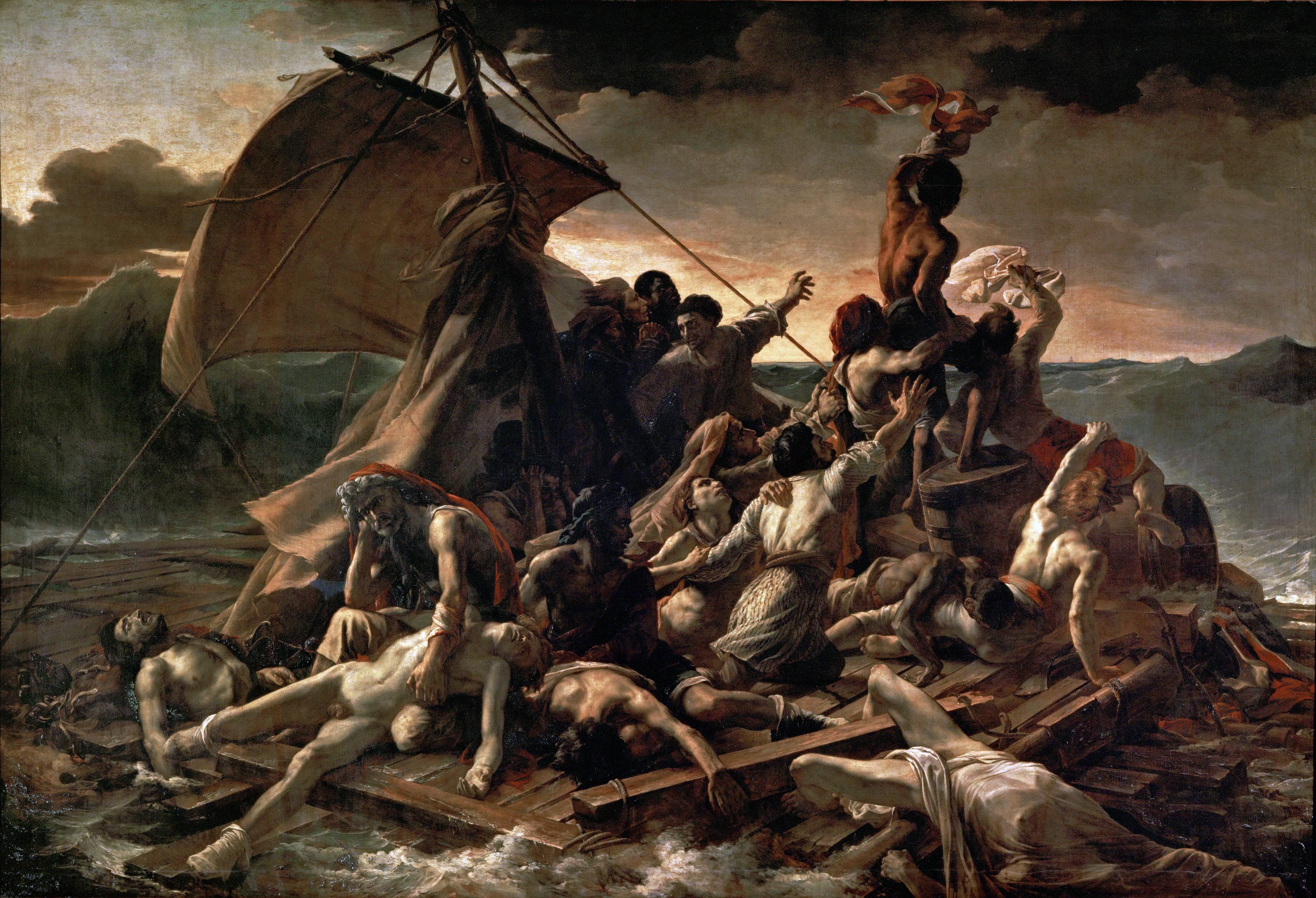
Théodore Géricault: Das Floß der Medusa, gemalt 1819

- 02. Juli: Die französische Fregatte Méduse läuft, verschuldet durch die Inkompetenz der Befehlshaber, auf der Arguin-Bank vor Westafrika auf Grund. Von den rund 400 Personen an Bord kommen über die Hälfte in den nächsten Wochen ums Leben, die meisten von ihnen auf einem notdürftig gezimmerten Floß, weil in den Beibooten nicht genügend Platz ist.

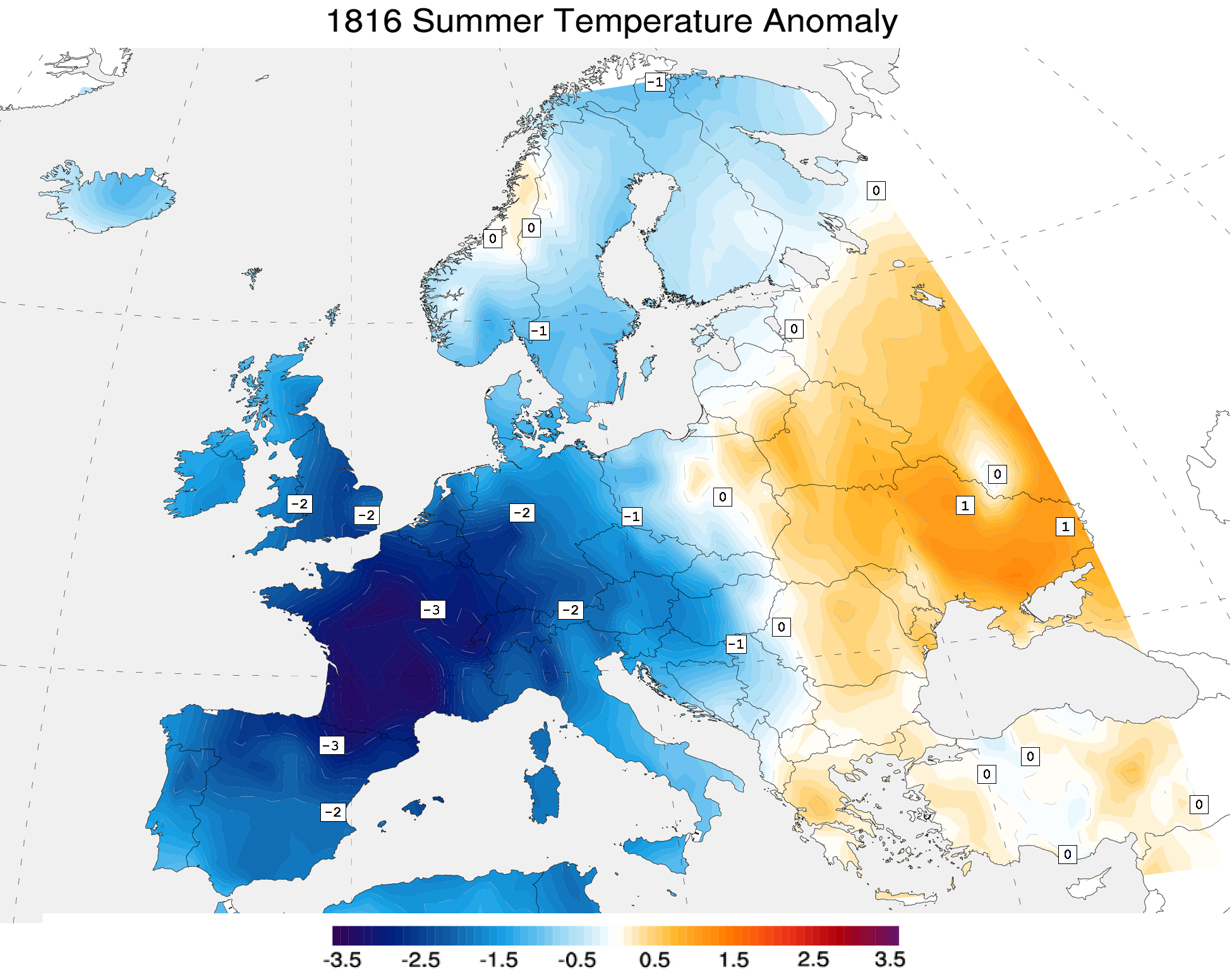
Vergleich der Temperaturen 1816 zum langjährigen Mittel 1971–2000

- Von April bis September vernichten Frost, Schnee und Eisstürme Ernten in Nordamerika und in West- und Mitteleuropa. Es kommt zu Hungersnöten. Ursache für das Jahr ohne Sommer ist der Ausbruch des indonesischen Tambora-Vulkans 1815, der in Teilen der Nordhalbkugel einen vulkanischen Winter verursacht.

## Geboren

### Januar/Februar

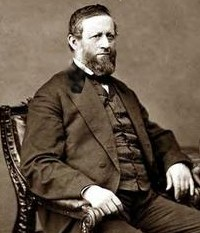
Benjamin Eggleston

- 03. Januar: Benjamin Eggleston, US-amerikanischer Politiker († 1888)
- 04. Januar: Hermann Roemer, deutscher Politiker († 1894)
- 14. Januar: Thilo Irmisch, deutscher Botaniker († 1879)
- 14. Januar: Francis Kernan, US-amerikanischer Politiker († 1892)
- 14. Januar: Gustav Meyer, deutscher Landschaftsgestalter und Gartendirector zu Berlin († 1877)
- 16. Januar: Paula Elisabeth Cerioli, italienische Ordensgründerin († 1865)
- 16. Januar: Adolph Oppenheim, deutscher Landwirt und Rittergutsbesitzer († 1894)
- 16. Januar: John Palmer Usher, US-amerikanischer Politiker († 1889)
- 24. Januar: Wilhelm Henzen, Epigraphiker († 1887)
- 24. Januar: Friedrich Wilhelm Kritzinger, deutscher Theologe, Pädagoge und Autor († 1890)
- 26. Januar: Benjamin Flanders, US-amerikanischer Politiker († 1896)
- 29. Januar: John Lawrence Manning, US-amerikanischer Politiker († 1889)
- 30. Januar: Nathaniel Prentiss Banks, US-amerikanischer Politiker und General († 1894)
- 000Januar: Marie Lafarge, französische Giftmörderin († 1852)
- 02. Februar: Michael Öchsner, bayerischer Lehrer, Publizist und Schriftsteller († 1893)
- 03. Februar: Carl Olof Rosenius, schwedischer Laienprediger († 1868)
- 07. Februar: Józef Bohdan Dziekoński, polnischer Schriftsteller († 1855)
- 07. Februar: Jean Frédéric Frenet, französischer Mathematiker, Astronom und Meteorologe († 1900)
- 10. Februar: Albert Ellmenreich, deutscher Schauspieler und Schriftsteller († 1905)
- 11. Februar: Ernst Litfaß, deutscher Drucker und Erfinder (Litfaßsäule) († 1874)
- 12. Februar: Alexander G. Cattell, US-amerikanischer Politiker († 1894)
- 13. Februar: August Rauschenbusch, baptistischer Theologe († 1899)
- 14. Februar: Georg Beer, deutscher Orgelbauer († 1876)
- 14. Februar: Carl Emil Viktor von Gonzenbach, Schweizer Kaufmann und Politiker († 1886)
- 14. Februar: Edward McCabe, irischer Kardinal und Erzbischof von Dublin († 1885)
- 16. Februar: Gustav von Bonstetten, Schweizer Archäologe († 1892)
- 16. Februar: Hermann Goedsche, deutscher Schriftsteller († 1878)
- 16. Februar: John Retcliffe, deutscher Schriftsteller († 1878)
- 17. Februar: Francisco Adolfo de Varnhagen, brasilianischer Historiker und Diplomat († 1878)
- 21. Februar: Ebenezer R. Hoar, US-amerikanischer Politiker († 1895)
- 21. Februar: Józef Michał Poniatowski, polnischer Komponist, Sänger und Diplomat († 1873)
- 24. Februar: Charles de Dompierre d’Hornoy, französischer Admiral und Politiker († 1901)
- 24. Februar: Timothy Otis Howe, US-amerikanischer Politiker († 1883)
- 25. Februar: Giovanni Morelli, italienischer Abgeordneter, Senator, Arzt und Kunsthistoriker († 1891)
- 26. Februar: Franz Krenn, österreichischer Komponist († 1897)

### März/April
- 01. März: Kawatake Mokuami, japanischer Kabuki-Autor († 1893)
- 02. März: Alexander H. Bullock, US-amerikanischer Politiker († 1882)
- 03. März: Jan Arnošt Smoler, sorbischer Philologe, Schriftsteller und Verleger († 1884)
- 05. März: Wolfgang Müller von Königswinter, deutscher Dichter und Arzt († 1873)
- 08. März: Jean Louis Cabanis, deutscher Ornithologe († 1906)
- 14. März: Montgomery Dent Corse, General der Konföderierten († 1895)
- 18. März: Carl Graeb, deutscher Maler und Radierer († 1884)
- 19. März: Joseph Amberger, deutscher Theologe und Geistlicher († 1889)
- 19. März: Eduard Bürklein, deutscher Architekt († 1871)
- 21. März: Julius Arnoldt, deutscher Philologe († 1892)
- 26. März: Alexander Sussmann Adler, deutscher Theologe und Politiker († 1869)
- 29. März: Christen Kold, dänischer Lehrer und Pionier der dänischen Hochschul- und Freischulbewegung († 1870)
- 29. März: Georg Sibbern, norwegischer Politiker und Diplomat († 1901)
- 03. April: Johan de Wal, niederländischer Rechtswissenschaftler († 1892)
- 09. April: Charles Eugène Delaunay, französischer Mathematiker und Astronom († 1872)
- 10. April: Marija Rozalija Auersperg Attems, österreichische Blumenmalerin († 1880)
- 15. April: Franz Anton Real, Schweizer Jurist und Politiker († 1878)
- 18. April: Heinrich Alwin Aschenborn, deutscher Jurist und Landrat († 1865)
- 19. April: Joseph-Maurice Exelmans, französischer Admiral († 1875)
- 21. April: Charlotte Brontë, britische Schriftstellerin († 1855)
- 22. April: Charles Denis Bourbaki, französischer General († 1897)
- 23. April: Christian Müller, deutsch-schweizerischer Apotheker und Politiker († 1881)
- 24. April: Adolph Zsigmondy, österreichischer Zahnarzt († 1880)

### Mai/Juni
- 05. Mai: Jean Joseph Farre, französischer General († 1887)
- 05. Mai: Rodman M. Price, US-amerikanischer Politiker († 1894)
- 07. Mai: Edwin Jesse De Haven, US-amerikanischer Polarforscher und Seefahrer († 1865)
- 10. Mai: Friedrich Gerstäcker, deutscher Abenteurer und Schriftsteller († 1872)
- 15. Mai: Alfred Rethel, deutscher Historienmaler († 1859)
- 21. Mai: Stephen Allen Benson, liberianischer Präsident († 1865)
- 24. Mai: Emanuel Leutze, US-amerikanischer Maler († 1868)
- 24. Mai: Henry Ritter, deutsch-kanadischer Maler der Düsseldorfer Schule († 1853)
- 24. Mai: Theodor Struve, deutscher Philologe und Pädagoge in russischen Diensten († 1886)
- 27. Mai: Hugo Herzog von Ujest, deutscher General und Politiker († 1897)
- 29. Mai: Robert Oswald von Ulrici, deutscher Forstmann und Beamter († 1886)
- 30. Mai: Robert Prutz, deutscher Schriftsteller († 1872)
- 02. Juni: Grace Aguilar, englische Schriftstellerin († 1847)
- 04. Juni: Adele Muzzarelli, italienische Soubrette, Sängerin und Tänzerin († 1885)
- 21. Juni: Anders Sandøe Ørsted, dänischer Botaniker und Zoologe († 1872)
- 21. Juni: Moriz Heider, österreichischer Zahnarzt († 1866)
- 24. Juni: Évariste de Valernes, französischer Maler († 1896)
- 26. Juni: George Whiting Flagg, US-amerikanischer Maler († 1897)

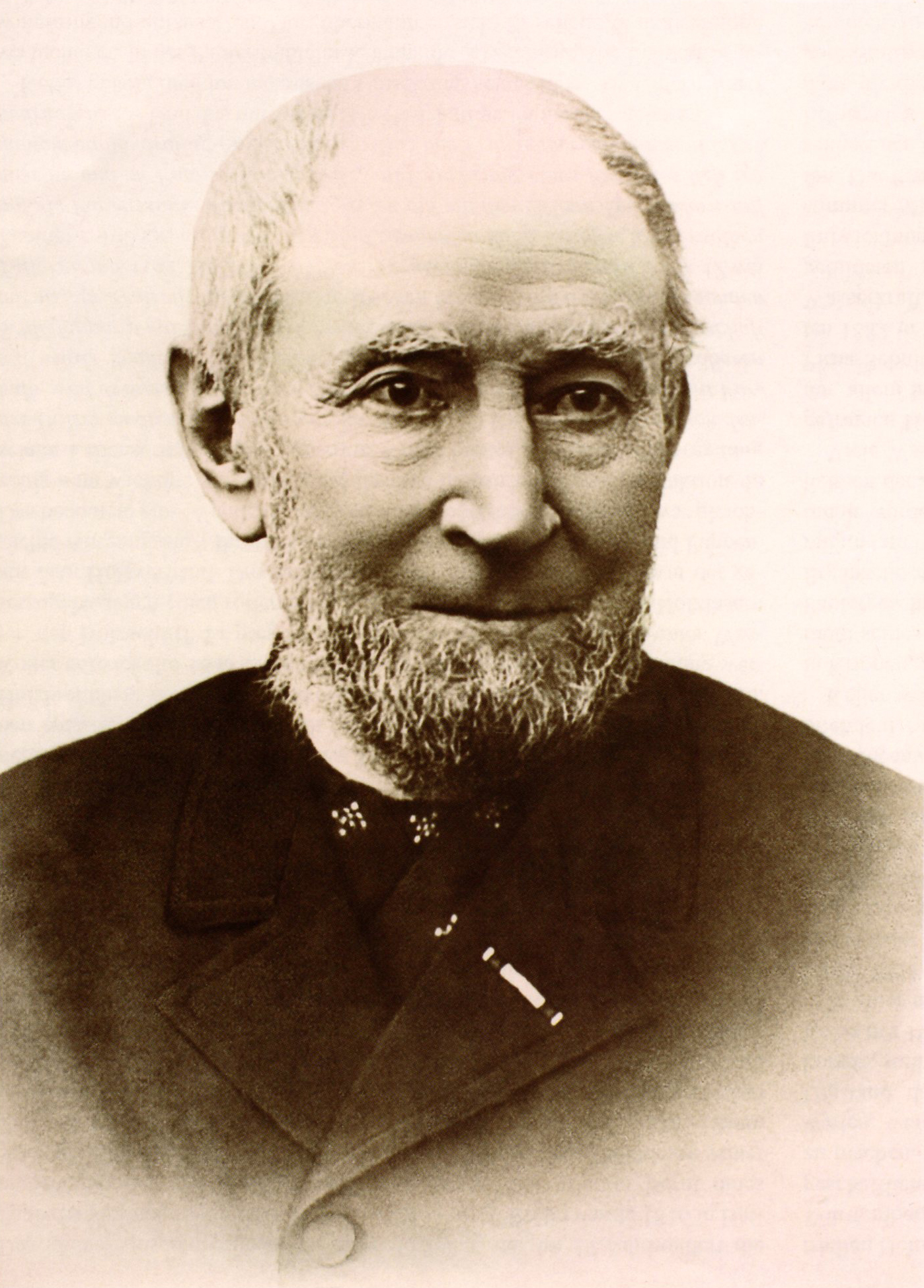
Friedrich Gottlob Keller

- 27. Juni: Friedrich Gottlob Keller, deutscher Erfinder († 1895)

### Juli/August
- 04. Juli: James B. Howell, US-amerikanischer Politiker († 1880)
- 07. Juli: Rudolf Wolf, Schweizer Astronom und Mathematiker († 1893)
- 10. Juli: Alexander Ecker, deutscher Anatom und Anthropologe († 1887)
- 10. Juli: Dmitri Miljutin, russischer Kriegsminister und Militärschriftsteller († 1912)
- 12. Juli: Giovanni Simeoni, römisch-katholischer Kardinal († 1892)
- 13. Juli: Gustav Freytag, deutscher Schriftsteller († 1895)
- 14. Juli: Arthur de Gobineau, französischer Schriftsteller und Diplomat († 1882)
- 16. Juli: Juana Manuela Gorriti, argentinische Schriftstellerin und Journalistin († 1892)
- 16. Juli: Antoine François Marmontel, französischer Komponist († 1898)
- 20. Juli: William Bowman, britischer Augenarzt und Anatom († 1892)

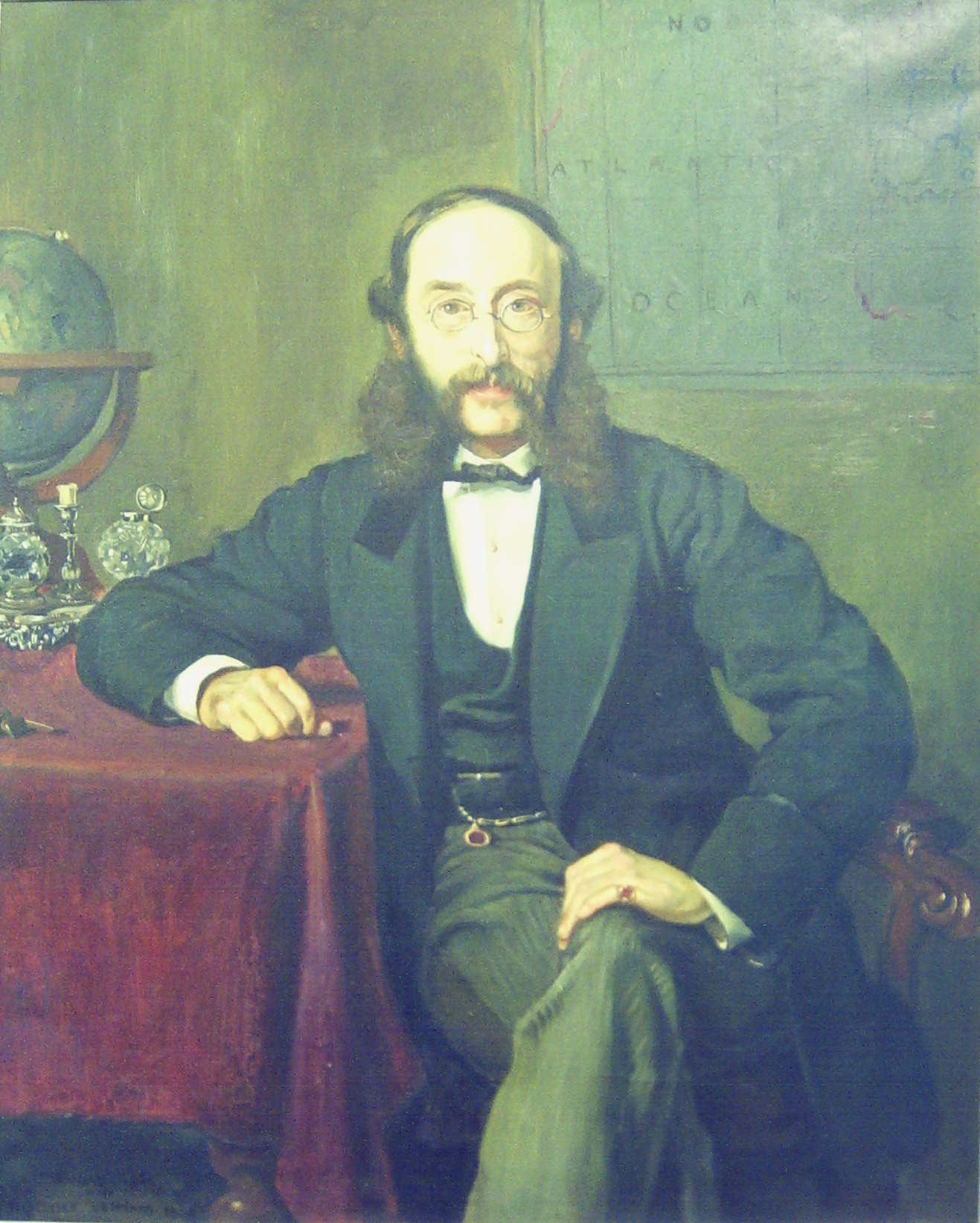
Paul Julius Reuter

- 21. Juli: Paul Julius Reuter, Begründer der Nachrichtenagentur Reuters Telegraphic Comp. Incorporated († 1899)
- 30. Juli: Johan Sverdrup, norwegischer Politiker († 1892)
- 31. Juli: Maria Theresia von Österreich, Königin beider Sizilien († 1867)
- 31. Juli: George Henry Thomas, US-amerikanischer General († 1870)
- 02. August: Wilhelm Büchner, Apotheker, Chemiker, Fabrikant und Politiker († 1892)
- 04. August: Georg Mickley, deutscher Orgelbauer († 1889)
- 06. August: Thomas Russell Crampton, britischer Maschinenbauer und Ingenieur († 1888)
- 09. August: Karl Oppel, deutscher Schriftsteller († 1903)
- 11. August: Albert Cambriels, französischer General († 1891)
- 13. August: Giuseppe Bernardazzi, Schweizer Architekt und Maler († 1891)
- 13. August: Rudolf von Gneist, preußischer Jurist und Politiker († 1895)
- 14. August: Félix-Charles Douay, französischer General († 1879)
- 17. August: Benjamin Bilse, deutscher Kapellmeister und Komponist († 1902)
- 22. August: Arnold Otto Aepli, Schweizer Politiker und Jurist († 1897)
- 25. August: Christian Bernhard Tauchnitz, deutscher Verleger und Pionier der Paperbacks († 1895)

### September/Oktober
- 01. September: Peter Karlowitsch von Uslar, russischer Ingenieur, Sprachforscher und Offizier († 1875)
- 02. September: Julius Anton von Poseck, evangelischer Theologe († 1896)
- 02. September: Robert Warschauer senior, deutscher Privatbankier († 1884)
- 04. September: François Bazin, französischer Komponist († 1878)
- 07. September: Ferdinand von Hebra, Dermatologe († 1880)

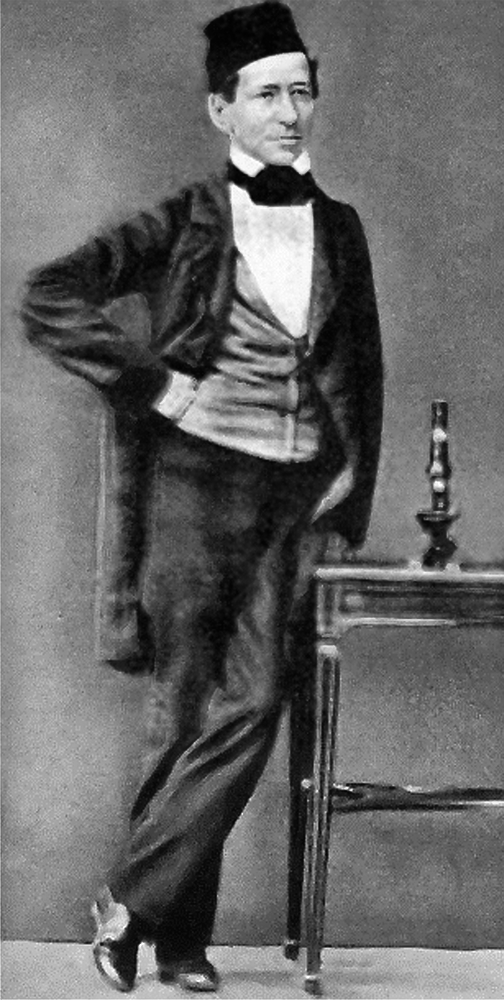
Carl Zeiss, um 1861

- 11. September: Carl Zeiss, deutscher Mechaniker und Unternehmer († 1888)
- 13. September: Heinrich Eduard von Pape, deutscher Jurist († 1888)
- 15. September: Edouard Wolff, polnischer Pianist und Komponist († 1880)
- 22. September: Philetus Sawyer, US-amerikanischer Politiker († 1900)
- 23. September: Elihu Benjamin Washburne, US-amerikanischer Politiker († 1887)
- 25. September: Georg August Rudolph, deutscher Verwaltungsjurist und Oberbürgermeister von Marburg († 1893)
- 26. September: Paul Gervais, französischer Zoologe und Paläontologe († 1879)
- 27. September: Heinrich Bittcher, deutscher Lehrer, Historiker und evangelischer Theologe († 1844)
- 30. September: Paul Féval, französischer Schriftsteller († 1887)
- 02. Oktober: Siegfried Saloman, dänischer Komponist († 1899)
- 02. Oktober: Ferdinand Schmidt, deutscher Schriftsteller und Volkspädagoge († 1890)
- 04. Oktober: Eugène Pottier, französischer Kommunist, Transportarbeiter und Kommunist, Textdichter von Die Internationale († 1887)
- 05. Oktober: Delazon Smith, US-amerikanischer Politiker († 1860)
- 06. Oktober: William Batchelder Bradbury, US-amerikanischer Komponist († 1868)
- 07. Oktober: George Henry Martin Johnson, Häuptling der Mohawk († 1884)
- 10. Oktober: Johann Zeh, österreichischer Ingenieur († 1882)
- 11. Oktober: Carl Borromäus Cünzer, deutscher Schriftsteller († 1872)
- 11. Oktober: William Wallace Eaton, US-amerikanischer Politiker († 1898)
- 13. Oktober: Benjamin H. Brewster, US-amerikanischer Politiker († 1888)
- 14. Oktober: Auguste Placet, französischer Violinist und Dirigent († 1888)
- 16. Oktober: Friedrich Ludwig Arnsburg, deutscher Schauspieler († 1891)
- 16. Oktober: William Preston, US-amerikanischer Politiker († 1887)
- 18. Oktober: Friedrich Wilhelm Adami, deutscher Schriftsteller († 1893)
- 19. Oktober: Simon Aichner, Fürstbischof von Brixen († 1910)
- 20. Oktober: James W. Grimes, US-amerikanischer Politiker († 1872)
- 25. Oktober: Johann Georg Fischer, deutscher Lyriker und Dramatiker († 1897)
- 28. Oktober: Malwida von Meysenbug, deutsche Schriftstellerin († 1903)
- 29. Oktober: Ferdinand II., König von Portugal († 1885)
- 30. Oktober: Henry L. Dawes, US-amerikanischer Politiker († 1903)
- 000Oktober: Antoine Béchamp, französischer Mediziner, Biologe und Pharmakologe († 1908)

### November/Dezember
- 01. November: José Santos Guardiola, Präsident von Honduras († 1862)
- 01. November: Friedrich Wilhelm Hackländer, deutscher Schriftsteller († 1877)
- 03. November: Jubal Anderson Early, US-amerikanischer General († 1894)
- 05. November: Moritz von Todesco, österreichischer Bankier, Unternehmer und Kunstmäzen († 1873)
- 07. November: Théodore Piguet, Schweizer Jurist und Politiker
- 11. November: August Wilhelm Ambros, österreichischer Musikkritiker und Komponist († 1876)
- 16. November: Christian August Selmer, norwegischer Jurist und Politiker († 1889)
- 17. November: Franz Julius Anders, deutscher Stenograf († 1869)
- 19. November: Marsh Giddings, US-amerikanischer Politiker († 1875)
- 19. November: Conrad Hoff, deutscher Maler († 1883)
- 19. November: Clemens Perger, deutscher römisch-katholischer Theologe, Lehrer und Politiker († 1910)
- 21. November: Friedrich Stoltze, deutscher Dichter und Journalist († 1891)
- 24. November: Joel Parker, US-amerikanischer Politiker († 1888)
- 29. November: Henry Mower Rice, US-amerikanischer Politiker († 1894)
- 29. November: Morrison R. Waite, US-amerikanischer Jurist, Oberster Bundesrichter († 1888)
- 30. November: Leopold Alberti, deutscher Redakteur, Schriftsteller und Prediger († 1892)
- 10. Dezember: August Karl von Goeben, preußischer General († 1880)
- 11. Dezember: Anton Sommer, Thüringer Mundartdichter († 1888)
- 12. Dezember: Thomas Clay McCreery, US-amerikanischer Politiker († 1890)
- 12. Dezember: Barthold Jacob Lintelo de Geer van Jutphaas, niederländischer Rechtswissenschaftler, Historiker, Politiker und Orientalist († 1903)
- 13. Dezember: Clement Claiborne Clay, US-amerikanischer Politiker († 1882)

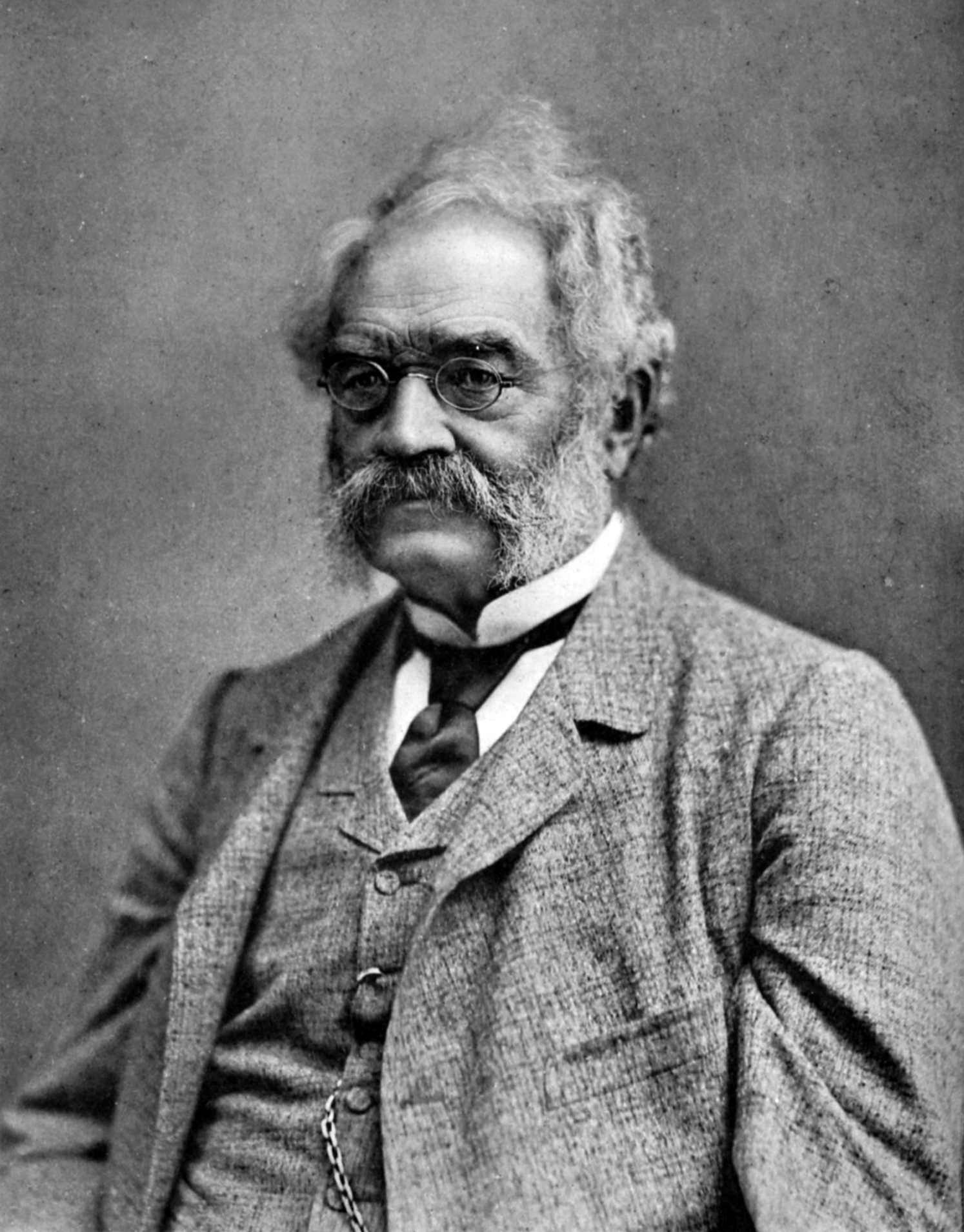
Werner von Siemens

- 13. Dezember: Werner von Siemens, deutscher Erfinder, Unternehmer und Begründer der Elektrotechnik († 1892)
- 16. Dezember: José María Cabral, dominikanischer Politiker und Präsident der Dominikanischen Republik († 1899)
- 16. Dezember: Pierre Mathieu-Bodet. französischer Politiker († 1911)
- 17. Dezember: Ferdinand Gleich, Schriftsteller und Komponist († 1898)
- 19. Dezember: Franz Sacher, österreichischer Konditor († 1907)
- 29. Dezember: Carl Ludwig, deutscher Physiologe († 1895)
- 31. Dezember: William Gull, englischer Arzt und Naturphilosoph († 1890)

### Genaues Geburtsdatum unbekannt
- Augustine Aglio, britischer Bildhauer, Buchillustrator und Aquarellmaler († 1885)
- Joseph Alexander Ames, US-amerikanischer Porträtmaler († 1872)
- Mirza Sa'id Khan Ansari, persischer Außenminister († 1884)
- Anthim I., bulgarischer Prälat, Politiker, Exarch und Oberhaupt der bulgarisch-orthodoxen Kirche († 1888)
- Joseph von Auffenberg, österreichischer Offizier († ?)
- Vicenç Cuyàs, katalanischer Komponist († 1839)

## Gestorben

### Erstes Halbjahr
- 02. Januar: Louis Bernard Guyton de Morveau, französischer Chemiker und Politiker (* 1737)
- 05. Januar: George Prevost, britischer General und Gouverneur von Kanada (* 1767)
- 09. Januar: Friedrich Wilhelm, Fürst von Nassau-Weilburg (* 1768)
- 24. Januar: Johann Baptista von Salis, Schweizer Politiker (* 1741)
- 27. Januar: Samuel Hood, 1. Viscount Hood, britischer Admiral (* 1724)
- 04. Februar: John Armstrong, US-amerikanischer Offizier, Jurist und Politiker (* 1755)
- 04. Februar: Joachim Perinet, österreichischer Schauspieler und Schriftsteller (* 1763)
- 14. Februar: Jean-Paul-Égide Martini, deutsch-französischer Komponist (* 1741)
- 16. Februar: Johannes von Muralt, Schweizer Pädagoge und reformierter Geistlicher (* 1850)
- 19. Februar: Friedrich Wilhelm von Hertling, deutscher Jurist und Diplomat (* 1758)
- 20. Februar: Johann Erich Biester, deutscher Philosoph (* 1749)
- 22. Februar: Adam Ferguson, schottischer Historiker und Sozialethiker der Aufklärung (* 1723)
- 25. Februar: Francesco Apostoli, italienischer Schriftsteller (* 1755)

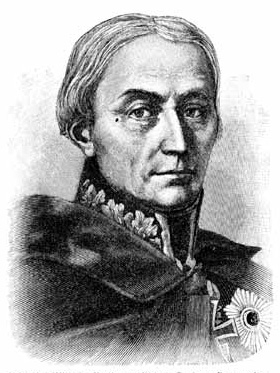
Friedrich Wilhelm Bülow von Dennewitz

- 25. Februar: Friedrich Wilhelm Bülow von Dennewitz, preußischer General (* 1755)
- 14. März: Josef Wagner, deutscher römisch-katholischer Geistlicher (* 1764)
- 14. März: Ernst Karl Friedrich Wunderlich, deutscher Altphilologe (* 1783)

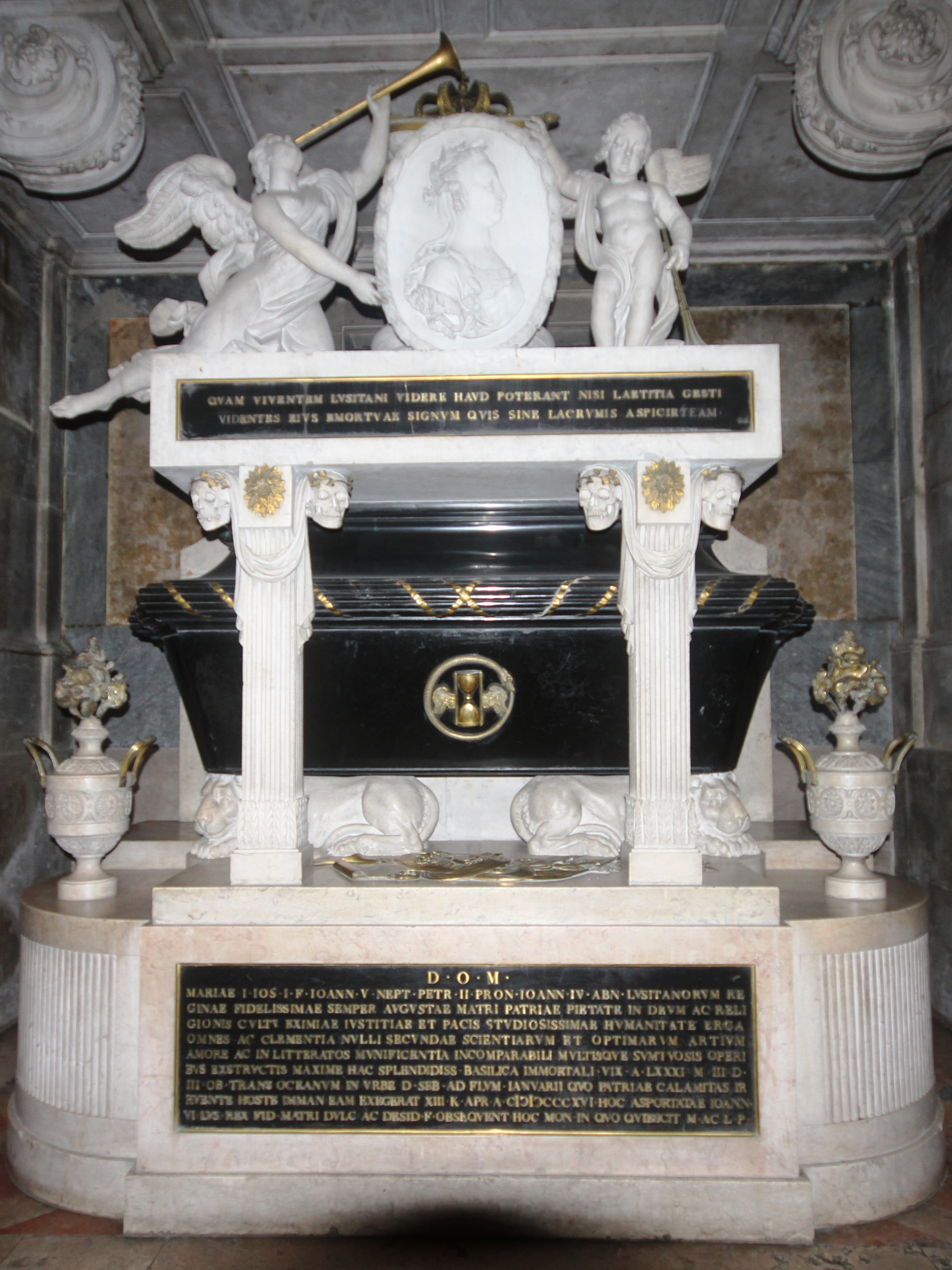
Grabmal der Königin Maria I.

- 20. März: Maria I., portugiesische und brasilianische Königin (* 1734)
- 20. März: Eberhard von der Reck, preußischer Politiker und General (* 1744)
- 24. März: Carlo Amoretti, italienischer Gelehrter (* 1741)
- 24. März: Friedrich August, Herzog von Nassau (* 1738)
- 25. März: Johann Jakob Atzel, deutscher Architekt (* 1754)
- 30. März: Friedrich Wilhelm Eugen Döll, deutscher Bildhauer (* 1750)
- 31. März: Giuseppe Angeluni, griechisch-katholischer Erzbischof (* 1738)
- 31. März: Francis Asbury, US-amerikanischer Bischof (* 1745)
- 07. April: Christian Konrad Sprengel, deutscher Theologe und Naturkundler (* 1750)
- 21. April: Joseph Martin Kleber, deutscher Jurist (* 1753)
- 28. April: Johann Heinrich Abicht, deutscher Philosoph (* 1762)
- 01. Mai: Justus Perthes, Gründer eines geografisch-kartografischen Verlags (* 1749)
- 03. Mai: James McHenry, US-amerikanischer Politiker (* 1753)
- 16. Mai: Nikolai Iwanowitsch Saltykow, russischer Staatsmann und Feldmarschall (* 1736)
- 22. Mai: Bernhard Friedrich von Bassewitz, Mecklenburg-Schwerinscher Geheimerratspräsident (* 1756)
- 25. Mai: Vinzenz Joseph von Schrattenbach, Fürstbischof von Lavant und Bischof von Brünn (* 1744)
- 26. Mai: Adrian Zingg, Schweizer Maler, Radierer, Zeichner und Kupferstecher (* 1734)
- 05. Juni: Giovanni Paisiello, italienischer Komponist (* 1740)
- 06. Juni: Christiane von Goethe, Goethes Ehefrau (* 1765)
- 12. Juni: Charles Pierre François Augereau, französischer General, Marschall von Frankreich (* 1757)
- 21. Juni: Theodor Gottfried Nicolai Angelo, dänischer Kupferstecher und Lehrer (* 1767)
- 23. Juni: Ludwig Friedrich Heindorf, deutscher Altphilologe (* 1774)
- 30. Juni: Paul Hamilton, US-amerikanischer Politiker (* 1762)

### Zweites Halbjahr
- 03. Juli: Christina von Brühl, deutsche Landschaftsarchitektin (* 1756)
- 05. Juli: Dorothea Jordan, irische Schauspielerin und langjährige Mätresse des britischen Königs Wilhelm IV. (* 1761)
- 6. Juli: Konstantin Ypsilantis, griechischer Gospodar der Moldau und Walachai (* 1760)
- 07. Juli: Richard Brinsley Sheridan, irischer Dramatiker und Politiker (* 1751)
- 13. Juli: Johann Carl Friedrich Dauthe, deutscher Architekt und Kupferstecher (* 1746)
- 14. Juli: Francisco de Miranda, venezolanischer Freiheitskämpfer gegen die Spanier (* 1750)
- 17. Juli: Jacob Read, US-amerikanischer Politiker (* 1752)
- 20. Juli: Gawriil Derschawin, russischer Poet (* 1743)
- 26. Juli: Johan Nordahl Brun, norwegischer Bischof und Dichter (* 1745)
- 04. August: François-André Vincent, französischer Maler und Zeichner (* 1746)
- 06. August: Antonio Cagnoli, italienischer Astronom (* 1743)
- 09. August: August Apel, deutscher Jurist und Schriftsteller (* 1771)
- 12. August: John Smith, US-amerikanischer Politiker (* 1752)
- 18. August: Hartwig Johann Christoph von Hedemann, deutscher Generalmajor (* 1756)
- 29. August: Johann Hieronymus Schroeter, Jurist und hoher Beamter in Lilienthal bei Bremen (* 1745)
- 02. September: Thomas Arnold, britischer Psychiater (* 1742)
- 03. September: Friedrich Ludwig Schröder, deutscher Schauspieler, Theaterdirektor und Freimaurer (* 1744)
- 26. September: František Martin Pecháček, tschechischer Komponist (* 1763)
- 16. Oktober: Stamatelos Tourkolekas, griechischer Klepht und Freiheitskämpfer (* im 18. Jahrhundert)
- 30. Oktober: Friedrich I., württembergischer König (* 1754)
- 06. November: Karl II., Großherzog von Mecklenburg-Strelitz (* 1741)
- 06. November: Gouverneur Morris, US-amerikanischer Politiker, Mitverfasser der Unabhängigkeitserklärung der Vereinigten Staaten (* 1752)
- 14. November: Thaddäus Haenke, österreichischer Geograf und Forschungsreisender (* 1761)
- 24. November: Nikolaus Schuble, deutscher Orgelbauer (* 1770)
- 25. November: Izabela Lubomirska, polnische Fürstin, Mäzenin, Buch- und Kunstsammlerin (* 1736)
- 26. November: Dmitri Dochturow, russischer General der Napoleonischen Kriege (* 1756)
- 27. November: Johann Georg Fellinger, österreichischer Offizier und Schriftsteller (* 1781)
- 02. Dezember: Johann Friedrich Städel, deutscher Bankier und Mäzen (* 1728)
- 08. Dezember: Urs Glutz von Blotzheim, Schweizer Offizier und Politiker (* 1751)
- 14. Dezember: Johann Ferdinand Hetzendorf von Hohenberg, frühklassizistischer Architekt (* 1733)
- 21. Dezember: Jean-Baptiste André Amar, französischer Revolutionär (* 1755)
- 31. Dezember: Joseph Franz Xaver Stark, deutscher katholischer Theologe (* 1750)

### Genaues Todesdatum unbekannt
- Carl Nicolaus Adler, deutscher Advokat und Bürgermeister (* 1737)
- Jean Dagobert d’Aigrefeuille, französischer Jurist, Theologe und Beamter (* 1753)
- Anna Lucia De Amicis, italienische Sopranistin (* 1733)
- Ignác Held, böhmischer Komponist (* 1764)
- Augustin Zippe, Rektor und Dekan des General-Seminars in Prag (* 1747)